# Опісторхоз
Опісторхо́з (англ. Opisthorchosis, cat liver fluke, лат. Opisthorchiasis, Opisthorchiidosis) — біогельмінтоз, який спричинюють двовустеці́ / дворо́ти / сисуни́ / двову́стки / двоу́стки (Opisthorchis felineus і O. viverrini) — гельмінти з класу Trematoda, типу Плоскі черви. Ця паразитарна інвазія характеризується хронічним перебігом з переважним ураженням жовчних проток і міхура, печінки і підшлункової залози (органів гепатопанкреатичної зони). У країнах Азії та Африки поширений клонорхоз, який за багатьма рисами нагадує опісторхоз.

## Історичні відомості
Вперше двовустеця у печінці котячих виявив й описав італійський ветеринар і паразитолог Себастьяно Рівольта в 1884 році, а в 1891 році в Томську російський патологоанатом, професор Костянтин Виноградов вперше в світі знайшов цього збудника в людських трупах. У 1886 році французький дослідник М. Ж. Пуар'є в організмі ссавців вівер знайшов дворота, який дещо відрізнявся від котячого. У 1895 році французький науковець Рафаель Бланшар дав котячому двовустецю сучасну назву Opisthorchis felineus від поєднання слів лат. «Opisthon», «orchis», «felis», що означає «задній», «яєчка» та «кішка» відповідно, а вівериному двовустецю — відповідно Opisthorchis viverrini. У 1900 році німецький патолог Макс Асканазі в результаті обстеження хворих прослідкував епідеміологічний ланцюг інвазії, яку спричинює Opisthorchis felineus, вказавши на те, що зараження людини відбувається безпосередньо через вживання в їжу риби. У 1911 році англійський лікар Роберт Лейпер у Таїланді знайшов Opisthorchis viverrini в людському організмі. У 1934 році німецький паразитолог Ганс Фогель виявив першого проміжного хазяїна Opisthorchis felineus — прісноводних рачків, детально прослідкувавши подальший життєвий цикл паразита. У 1965 році дослідженнями американського паразитолога Д. Вікоффа зі співробітниками в Таїланді було визначено епідеміологічний ланцюг вівериного опісторхоза і описаний життєвий цикл Opisthorchis viverrini порівняно з Opisthorchis felineus.

## Актуальність

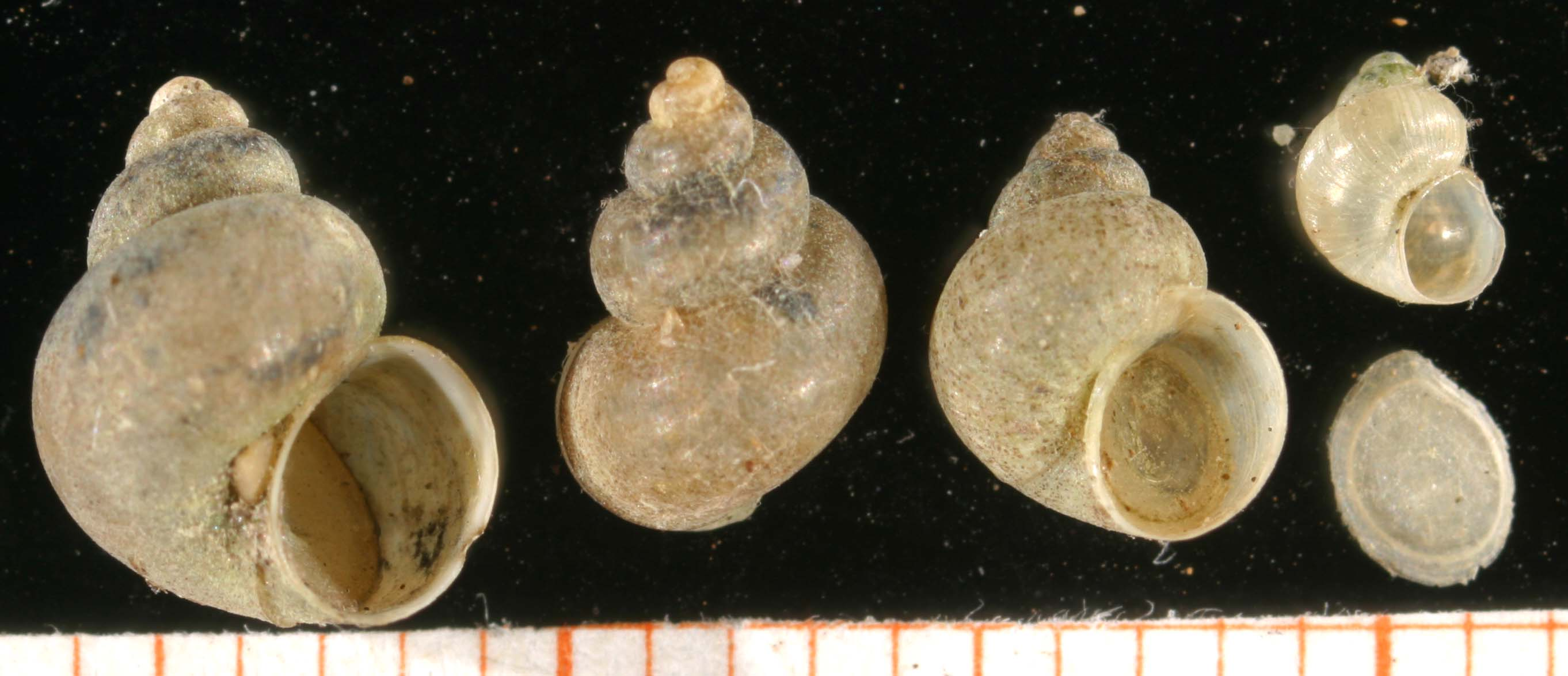
Фото Bithynia leachii, одного з основних проміжних хазяїв Opisthorchis felineus.

Трематодози, які передаються харчовими продуктами, включаючи опісторхоз, щороку спричинюють у всьому світі втрату 2 мільйонів років життя через інвалідність і смерть. Опісторхоз, який спричинює Opisthorchis felineus, часто зустрічається в Російській Федерації, у населення басейнів Обі й Іртиша, Ками, Уралу, зареєстрований в басейнах Волги, Дону, Донця, Північної Двіни, Німану. Ареал збудника простягається від басейну Єнісею до західних кордонів Європи, але поширення захворювання у людини має осередковий характер. Найбільший у світі осередок опісторхозу сформувався в Обсько-Іртишському річковому басейні з максимальним рівнем захворюваності в приобських районах, Ханти-Мансійському автономному окрузі, Тюменській та Томській (північні райони) областях. Третя за розмірами ендемічна по опісторхозу територія — Волго-Камський басейн. Зони з високим рівнем ендемії реєструються у Пермській області (до 60 % ураженого населення в окремих селищах) і в Татарстані. Ендемічна по опісторхозу територія Сибіру загалом охоплює 15 країв і областей Росії та північного Казахстану. Інвазування сільського населення там досягає в різних регіонах від 65 до 95 %, причому нерідко заражені й діти першого року життя. До 14 років ураженість дітей цим гельмінтом досягає 50—60 %, а у дорослого населення вона поголовна. Тут же відмічається висока інвазованість котів — 100 %, собак — 27—50 %, свиней — 40 %. Ступінь зараженості населення опісторхозом визначається етнічними або традиційними особливостями харчування і споживанням в їжу незнезараженої риби — інтенсивні осередки опісторхозу спостерігаються переважно в районах з широко розвиненим рибальством, де населення багато споживає свіжозамороженої риби (строганини), малосольну і в'ялену.
В Україні захворюваність менша через інші смакові уподобання, хоча Дніпровський річковий басейн (Дніпро з його притоками — Псел, Сула, Сейм, Ворскла тощо) вважається одним з найбільших, поступаючись за інтенсивністю лише Обсько-Іртишському. Хвороба реєструється у багатьох областях України, але найбільша ураженість населення спостерігається у Північно-Східному регіоні України: в Сумській (75 %), Полтавській (15 %) і Чернігівській областях (10—15 %). Це зумовлено поєднанням природних і соціальних факторів. Особливий гідрологічний режим (велика кількість озер, водоймищ, річок) забезпечує стійке функціонування осередку цієї інвазії. Цьому сприяє також існування численних біотопів проміжного хазяїна паразита, поширення любительської риболовлі, значна питома вага риби у харчовому раціоні населення цих регіонів, вживання сирої риби та рибних відходів плотоїдними тваринами. Про ризик зараження населення свідчать результати дослідження кінцевих, проміжних і додаткових хазяїнів паразита: інвазованість котів у басейні Дніпра становить 32 %, Десни — 19 %. Зараженість церкаріями молюсків 0,3—15 %, метацеркаріями риби родини карпових — від 3 до 18 %. Окремі осередки існують у басейні Дністра, Південного Бугу.

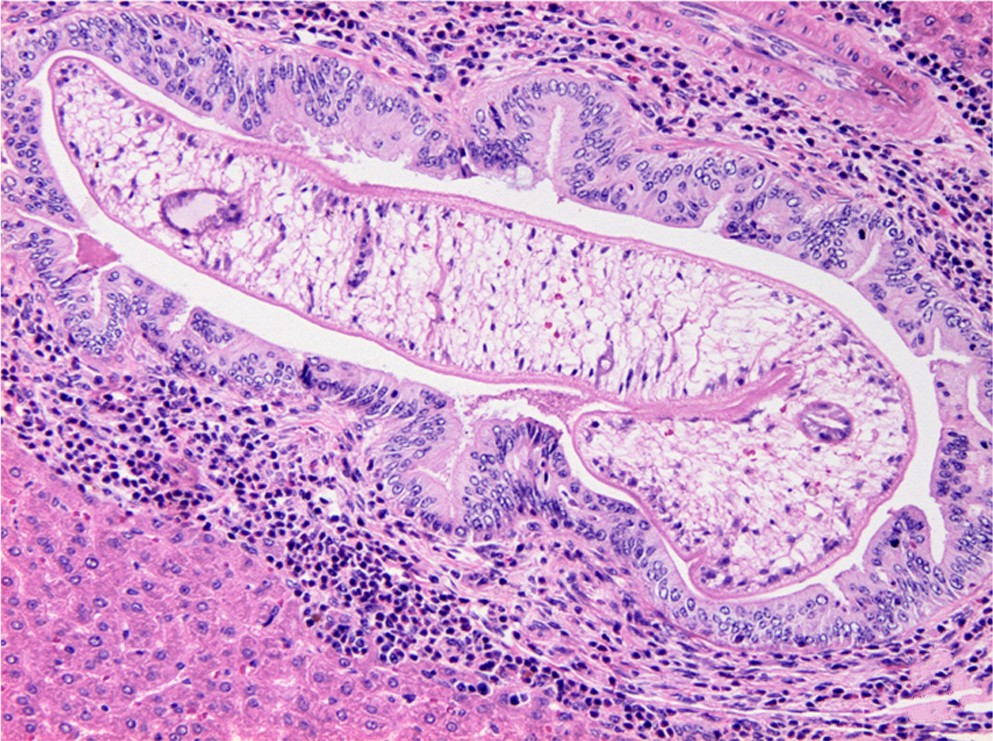
Мікрофотографія при експериментальному зараженні дорослої особини (марити)Opisthorchis viverrini у жовчних протоках хом'ячка.

У країнах Південно-Східної Азії: (Таїланд, В'єтнам, Лаос), Малайзії, на Тайвані є осередки опісторхозу, який спричинює Opisthorchis viverrini. Проблема цього варіанту опісторхозу коштує Таїланду і Лаосу щорічно 120 млн доларів. До 90 % населення Таїланду заражено цим гельмінтом.

## Етіологія
Збудниками опісторхозу є Opisthorchis felineus та Opisthorchis viverrini, які належать до роду Opisthorchis, родини Opisthorchidae, класу Trematoda, типу Plathelminthes. Opisthorchis felineus (котячий чи сибірський двовустець) — дрібна трематода, яка має ротову присоску, в глибині якої знаходиться ротовий отвір, розташована на вузькому передньому кінці тіла, та черевну присоску на межі 1-ї та 2-ї чвертей тіла. Збудник має листкоподібне тіло, звужене спереду і заокруглене ззаду, завдовжки 4—13 мм. Цей гельмінт є гермафродитом. Матка займає середню частину тіла і відкривається перед черевною присоскою поряд з отвором сім'явивідної протоки. Яйця блідо-жовтого забарвлення, з кришечкою на одному кінці та потовщенням шкаралупи на протилежному кінці.
Розвиток паразита відбувається зі зміною хазяїв:
- Кінцевим хазяїном можуть бути: людина і ссавці, які їдять рибу і мешкають у межах ареалу поширення двовустеців — з родів кіт, лисиця, ведмідь, видра, росомаха, мустела (куди входить, зокрема, підрід норка, види горностай, тхір, колонок), ондатра, собака (в тому числі й свійські собаки), свиня (в тому числі й свійські свині) тощо. Статевозрілі гельмінти паразитують у жовчних протоках, жовчному міхурі, протоках підшлункової залози декілька десятків років. Один гельмінт виділяє за добу близько 1000 яєць, які з жовчю витікають до кишки і виносяться назовні.
- Першим проміжним хазяїном є прісноводні зяброві черевоногі молюски родини Bithyniidae, зокрема роду Bithynia[17], в організмі яких, при заковтуванні яєць гельмінта, відбувається складний цикл розвитку личинок (міраци́дій — спороци́ста — ре́дій), що завершується виходом активної форми паразита — церка́рія. Весь цикл розвитку в молюска займає 2—3 місяці залежно від температури води. Зона поширення гельмінта чітко відповідає зоні проживання цих молюсків, які живуть на водних рослинах, мулистому або глинистому дні. Віддають перевагу стоячим водоймам, старицям, або застійним берегам річок.
- Другим проміжним або додатковим хазяїном є коропові риби: в'язь, ялець звичайний, лин, білий амур, чорний амур, товстолоб, чехоня, підуст, головень, краснопірка, плітка, лящ, синець, густера, карась, короп, жерех, вусач, пічкури тощо. Церкарії залишають тіло молюска і активно проникають в коропових риб, інцистуючись в них у підшкірній клітковині та м'язах, а там перетворюються на метацеркаріїв. У тілі однієї риби можна знайти кілька тисяч метацеркарієв, які зберігають життєздатність до 2 років, у цей час така риба являє реальну загрозу для здоров'я людини. Через 2—2,5 року, якщо не відбувається повторного зараження (а зазвичай це відбувається тоді, коли риба йде з місць проживання молюска), то сама риба звільняється від інвазії.

Основний хазяїн заражається, з'їдаючи термічно необроблену рибу. У дванадцятипалій кишці під дією шлункового соку і травних ферментів м'ясо риб перетравлюється і метацеркарії звільняються від оболонки. По загальній жовчній протоці вони потрапляють у печінку і в жовчний міхур, а по вірсу́нговій протоці — у підшлункову залозу. Статеве дозрівання метацеркаріїв в організмі кінцевого хазяїна відбувається протягом 3—4 тижнів. Увесь цикл розвитку Opisthorchis felineus займає 4—4,5 міс.
Opisthorchis viverrini дуже близький за морфологією і життєвим циклу до Opisthorchis felineus.
Детальніші відомості з цієї теми ви можете знайти в статті Opisthorchis viverrini.

## Епідеміологічні особливості

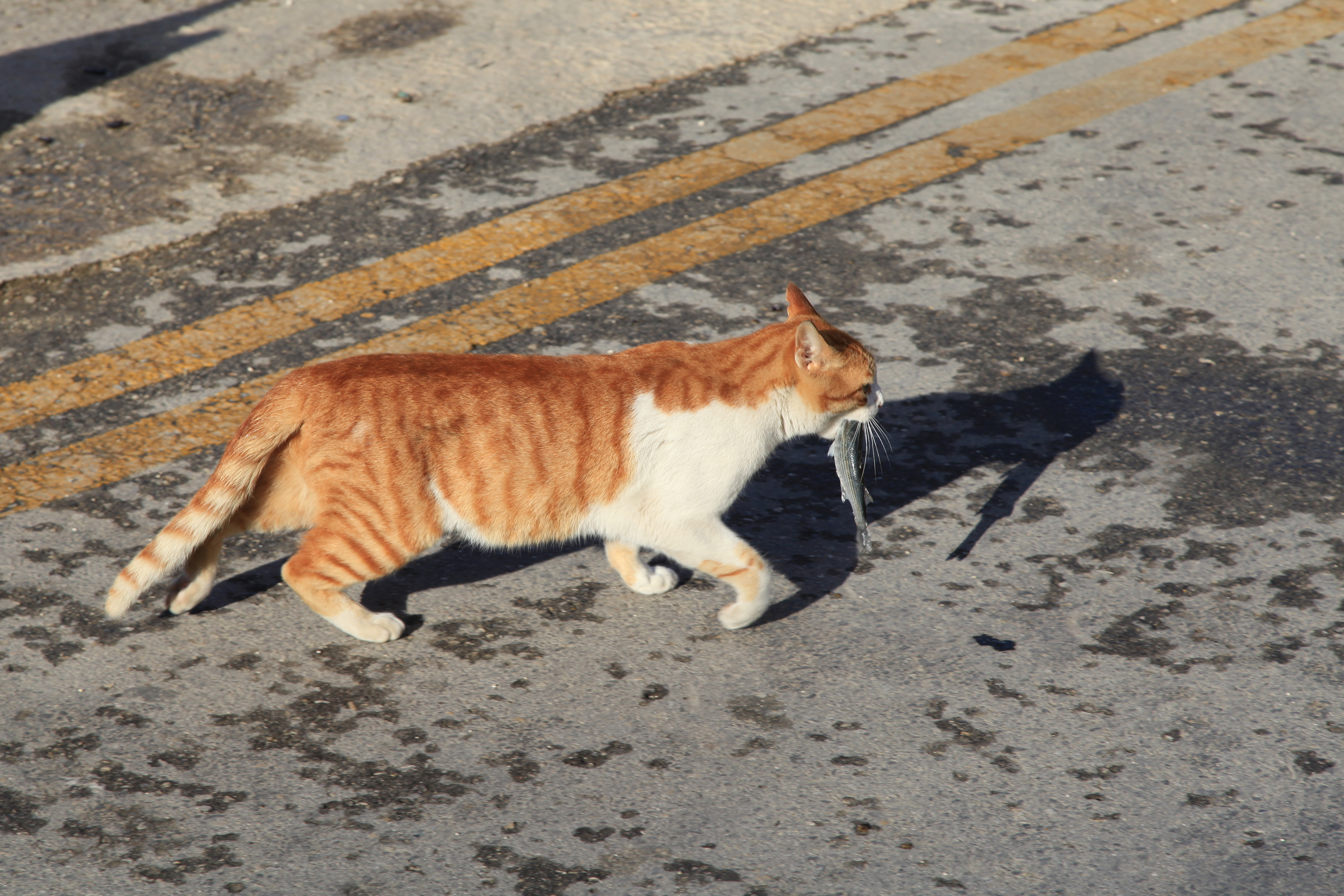
Кішка несе рибу.

### Джерело і резервуар інфекції
Опісторхоз є природно-осередковою інвазією. Джерелом і резервуаром інвазії є заражена людина, рибоїдні ссавці. Через складний біологічний цикл паразита люди та тварини не є безпосередньо заразними для інших людей і тварин.

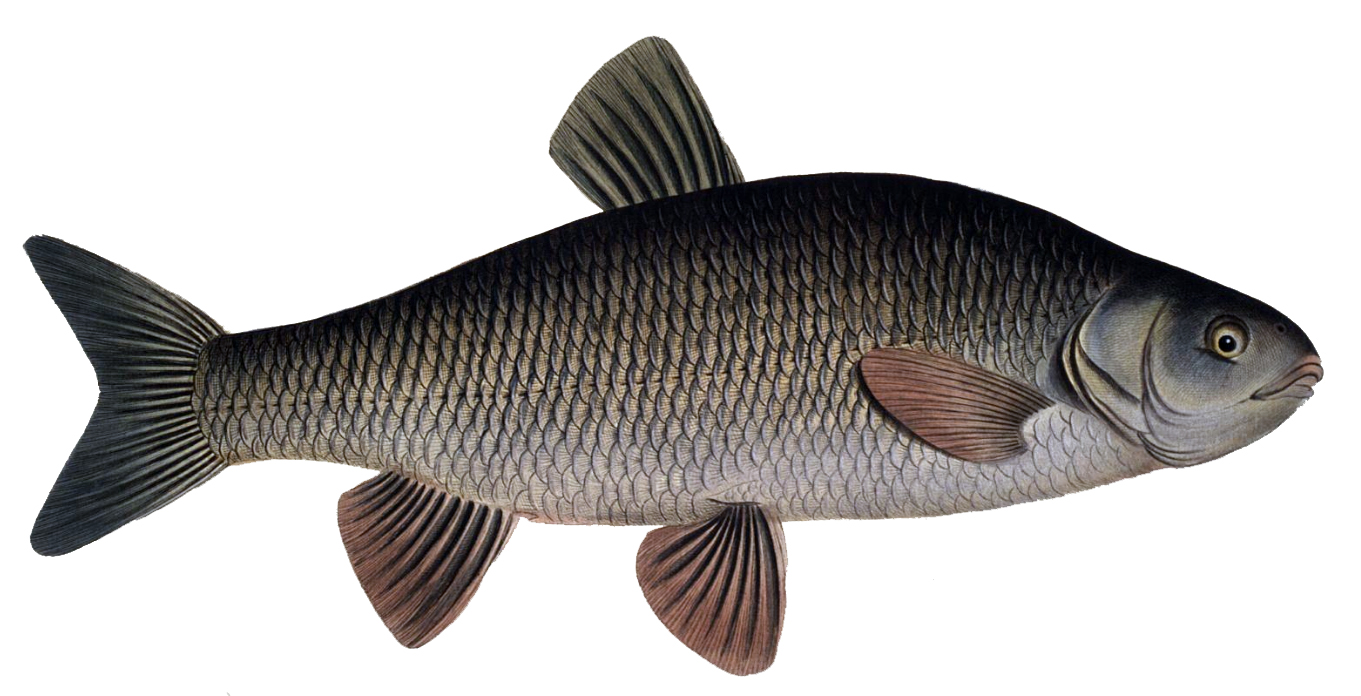
Найбільш заражений двовустецями короповий вид — в'яз.

### Механізм і фактори передачі
Механізм зараження — оральний, шлях передачі — харчовий. Зараження людини і ссавців відбувається при вживанні в їжу сирої, недостатньо термічно обробленої і слабо просоленої коропової риби, яка містить незнезаражені метацеркарії гельмінта.

### Сприйнятливий контингент та імунітет
Сприйнятливість висока, однак в найбільшому осередку опісторхозу в світі — Обсько-Іртишському басейні відмічено наявність певного вродженого імунітету у корінного населення, який проявляється слабкістю гострих клінічних проявів хвороби. Частіше зараження спостерігається в рибалок, членів їх сімей, осіб, які мають професії «водного» профілю. Імунні реакції елімінації дуже слабкі, через що тривалість інвазії сягає десятиліть.

## Патогенез
У шлунку, де є кисле середовище, зовнішня сполучнотканинна оболонка метацеркаріїв перетравлюється, але власна внутрішня оболонка личинки зберігається. У дванадцятипалій кишці личинка активно розриває тонку оболонку і по загальній жовчній і панкреатичній протоці протягом 4—6 годин проникає у внутрішньопечінкові жовчні протоки, жовчний міхур і підшлункову залозу. Через 3—4 тижні (рідше — пізніше) після зараження наступає статева зрілість паразитів і вони починають відкладати яйця.

### Гостра стадія
У гострій стадії опісторхозу провідними є токсико-алергічні реакції, які розвиваються у відповідь на антигени паразита, його ферменти і продукти метаболізму. Ці реакції проявляються як проліферативні процеси в лімфатичних вузлах і селезінці, проліферативно-ексудативні зміни в шкірі, слизових оболонках дихальних шляхів, травної системи. При масивному зараженні можливі ерозивно-виразковий гастродуоденіт, алергічний гепатит, міокардит, токсико-алергічна енцефалопатія. В основі органних уражень лежать дифузний або вогнищевий гранульоматоз і клітинна проліферація в стінках кровоносних судин і стромі органів. Перебіг хвороби детермінований значним впливом генетичних факторів. Так у людей з III групою крові часто виявляють диффузне ураження печінки, тоді як з І — ерозивно-виразковий гастродуоденіт.

### Хронічна стадія
У хронічній стадії опісторхозу провідну роль відіграють повторні зараження, які ведуть до розвитку відносно обмежених проліферативних процесів у біліарній системі, портальних трактах, підшлунковій залозі, слизовій оболонці дванадцятипалої кишки. Присоски двовустеців втягують у свою порожнину слизову жовчних проток, міхура або вірсунгового протоку підшлункової залози, і защемлюють її. Це зумовлює порушення мікроциркуляції крові. Молоді двовустеці завдають додаткової шкоди кутикулярними шипами. Внаслідок накопичення великої кількості гельмінтів у жовчних і панкреатичних протоках сповільнюється звідти відтік рідини, що може призвести до їхнього кистозного розширення. Виникають проліферативний холангіт і перихолангіт, які провокують хронічний холестаз (застій жовчі), фіброз стінок холангіол, субкапсулярні та внутрішньопечінкові холангіоектази (розширення холангіол). Має значення і механічна затримка відтоку жовчі, яку спричинюють тіла паразитів. Спровокований паразитом застій жовчі є сприятливою умовою для розвитку бактеріальної інфекції. Бактерії можуть проникати в жовчні шляхи з кишки, чому сприяє заселення верхніх його відділів бактеріями в результаті ахілії, яка часто розвивається при опісторхозі. Крім того, при повторних заражених опісторхозом молоді особини, які проникають через загальну жовчну протоку до внутрішньопечінкових жовчних шляхів, заносять в них інфекцію. Зрештою, бактерії здатні потрапити в жовчні шляхи й гематогенним шляхом. Внаслідок описаних процесів при опісторхозі іноді спостерігають гнійні холангіти.

### Органні патоморфологічні зміни

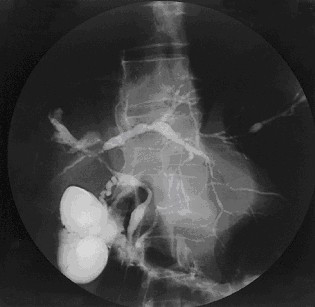
Рентгенівська контрастна холангіограма, яка показує склероз жовчних проток, що відбувається як при первинному склерозуючому холангіті, так й при холангіогенному цирозі печінки внаслідок опісторхозу.

Зміни в паренхімі печінки носять переважно дистрофічний характер, що поряд з прогресуючим фіброзом органу може формувати хронічний холангіогепатит. Надалі через хронічний холестаз, холангіт можливе виникнення холангіогенного цирозу печінки або раку (холангіокарциноми), що пов'язано з мутагенним ефектом двовустеців, їх здатністю спричиняти проліферацію епітелію жовчних проток і овальних клітин. Найвищий показник захворюваності на первинний холангіогенний рак в Російській федерації реєструють в Обсько-Іртишському осередку опісторхозу — 37,5 на 100 тисяч населення. O. viverrini внесений до списку канцерогенів першої категорії.
У підшлунковій залозі при опісторхозі розвиваються хронічний проліферативний каналікуліт і периканалікуліт, периканалікулярний фіброз. Ці зміни мають алергічну природу, оскільки виникають і вже без наявності паразитів у підшлунковій залозі.

## Клінічні прояви

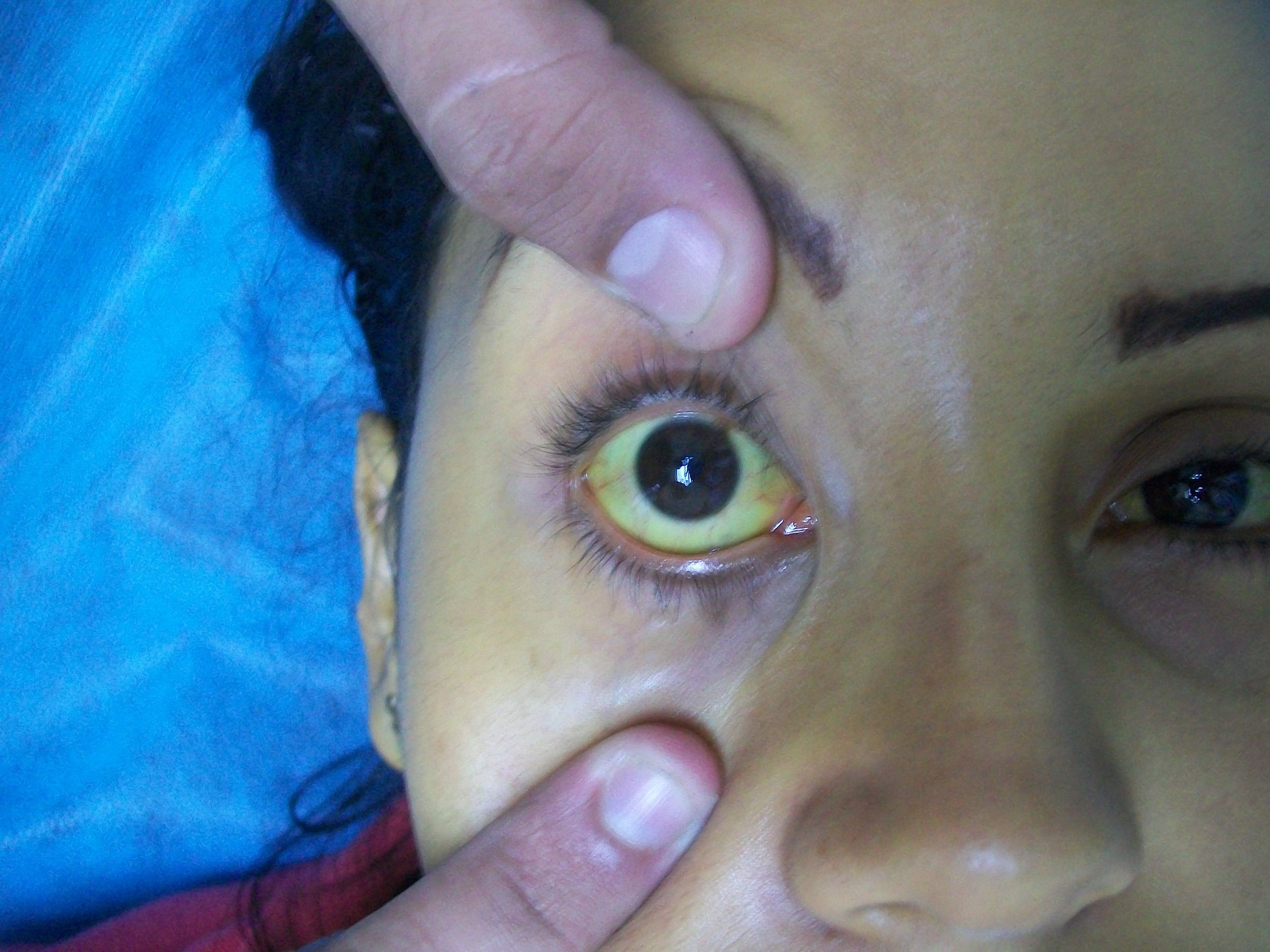
Забарвлення склер при холестатичній жовтяниці.

У МКХ-10 виділяють «Опісторхоз» (В66.0). У корінних жителів ендемічних районів, які заражаються переважно в дитячому віці, інвазія, як правило, має безсимптомний перебіг або стерту форму, прояви захворювання можуть маніфестувати в зрілому віці на тлі супутніх захворювань. Клінічні прояви ранньої (гострої) фази хвороби добре виражені у осіб з неендемічних на опісторхоз регіонів.

### Перебіг гострої стадії
Інкубаційний період триває 2—4 тижні. У гострій стадії опісторхозу спостерігають гарячку, артралгії, міалгії, алергічні висипання на шкірі, чутливість і збільшення печінки, іноді — селезінки, легеневий синдром з розвитком мігруючих інфільтратів або пневмонії. У розпалі гострої стадії процес можна синдромально схарактеризувати як токсико-алергічний гепатит, можлива жовтяниця різної інтенсивності, біль в області печінки, можливе збільшення лімфатичних вузлів. При ураженні травного тракту — запеклий, нападоподібний біль у правому підребер'ї, нудота, блювання, здуття живота, послаблення випорожнень. Залежно від інтенсивності інвазії гостра стадія триває 1—4 тижні з поступовим стиханням проявів, потім захворювання переходить в хронічну фазу.

### Перебіг хронічної стадії
У хронічній стадії опісторхозу провідними скаргами є біль в епігастрії та правому підребер'ї, іноді з іррадіацією в спину і ліве підребер'я, диспептичні розлади (зниження апетиту, нудота, нестійкі випорожнення). Часто виникають запаморочення, головний біль, безсоння, підвищена дратівливість. Температура тіла субфебрільна або нормальна. Печінка збільшена і ущільнена, зазвичай відзначається її рівномірне збільшення, у окремих хворих може збільшитися або права, або ліва її частка. Жовчний міхур часто значно збільшений і напружений, у більшості хворих відзначається гіпокінетичний тип дискінезії жовчного міхура та жовчовивідних шляхів з тупим болем розпираючого характеру в правому підребер'ї, виразними диспептичними порушеннями, закрепами (синдром міхурової недостатності). У хворих з гіпертонічним і гіперкінетичним типами дискінезії частіше зустрічається синдром жовчної коліки, жовчний міхур у них не збільшений. У хворих формується холангіт, хронічний панкреатит, рідко — ангіохолецистит і хронічний гепатит. Спонтанного видужання від гельмінтозу не відбувається, адже навіть після природної смерті гельмінтів процес продовжується як неспецифічний запальний.

## Ускладнення
- гнійний холангіт,
- розрив кістозно розширених жовчних проток з розвитком жовчного перитоніту,
- панкреанекроз,
- біліарний цироз печінки,
- холангіокарцинома (злоякісна пухлина, яка росте з епітелію жовчних шляхів).

## Діагностика

### Лабораторно-інструментальна діагностика
У гострій стадії опісторхозу в периферичній крові виявляється лейкоцитоз з еозинофілією (збільшення кількості еозинофілів, підвищення ШОЕ). Ці зміни максимально виражені на 2—3-му тижні захворювання. При біохімічному дослідженні виявляють підвищення активності АЛТ, АСТ, лужної фосфатази (ЛФ), гамма-глютамілтранспептидази (ГГТП), збільшений рівень загального білірубіну з переважанням прямої його фракції. У хронічній стадії опісторхозу відзначають еозинофілію, іноді анемія з нормо- або макробластичним типом кровотворення. Функції печінки (білково-синтетична, пігментна, антитоксична) при неускладненому опісторхозі нормальні або незначно порушені. Виявляють підвищення активності амілази, ліпази в крові, діастази в сечі. При мікроскопії дуоденального вмісту спостерігають збільшення кількості лейкоцитів, епітеліальних клітин, а також детриту, кристалів білірубіну і холестерину (особливо в порції «С»). У половини хворих виявляють зниження кислотності шлункового соку. УЗД свідчить про підвищення ехогенності уздовж портальних трактів, наявність розширених жовчних проток, збільшення розмірів жовчного міхура, погане його скорочення навіть після призначення жовчогінних засобів або пробного сніданку, непрямі ознаки запалення в міхурі та жовчних протоках.

### Специфічна діагностика

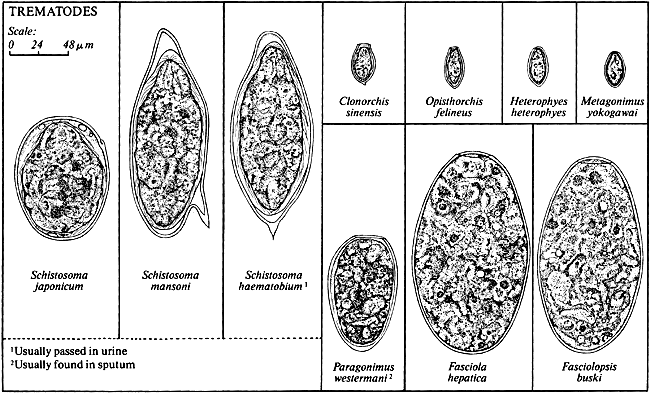
Яйця різних представників класу Trematoda, серед яких і яйця Opisthorchis felineus.

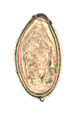
Яйця Opisthorchis viverrini — збільшення в 400 разів.

Паразитоскопічна діагностика дозволяє верифікувати діагноз опісторхозу через місяць після зараження, коли гельмінти починають відкладати яйця — проводиться дослідження нативного мазку фекалій і дуоденального вмісту. При обстеженні калу потрібно застосовувати методи флотації та осадження через невелику кількість яєць, які виділяють за добу двовустеці. Застосовують й серологичні методи діагностики, зокрема ІФА, але у зв'язку з недостатньою чутливістю і специфічністю використання його виправдане лише у гострій стадії опісторхозу.

## Лікування
Високоефективним препаратом для лікування опісторхозу є празиквантел 25 мг/кг 3 рази на день протягом 1—3 днів залежно від тяжкості інвазії. Контроль ефективності лікування проводять через 3 і 6 місяців шляхом дослідження нативного мазку фекалій (овокопромікроскопії) або дослідження дуоденального вмісту, які проводять триразово. У гострій стадії празиквантел призначають не раніше 1—2 місяців від початку хвороби через погану чутливість до нього незрілих двовустеців, після стихання гарячки, інтоксикації та алергічних проявів. Необхідним є постільний режим, дієта № 5 за Певзнером. У хронічній стадії при розвитку холангіту і дискінезії жовчовивідних шляхів призначають дуоденальні зондування з введенням сульфату магнію або сорбіту, які проводять 1—2 рази на тиждень протягом 1—2 місяців. У разі приєднання вторинної інфекції жовчних шляхів рекомендовано антибіотики з урахуванням чутливості до них мікрофлори дуоденального вмісту. При розвитку анемії призначають повноцінну дієту, препарати заліза.

## Профілактика
Велике значення має охорона водойм від фекального забруднення, насамперед, за рахунок виявлення заражених людей і тварин з подальшою їх дегельмінтизацією, запобігання інвазування риби при промисловому виробництві у штучних водоймах, а також санітарно-освітня робота, мета якої переконати населення не вживати в їжу сиру і напівсиру рибу, дотримуватися встановлених правил копчення, соління, заморожування, термічної обробки її у домашніх умовах.
Знезараження риби при опісторхозі гарантують такі способи її обробки:
- Варіння риби протягом 15—20 хвилин із моменту закипання.
- Смаження риби невеликими шматками, в розпластаному вигляді, під кришкою, з додаванням великої кількості жиру протягом 15—20 хвилин.
- Приготування рибних котлет, тефтель тощо протягом не менше ніж 15—20 хвилин.
- Випікання пирогів із рибою не менше 60 хвилин.
- Засолювання риби не менше 2 тижнів із розрахунку 2 кг харчової солі на 10 кг риби.
- В'ялення:

- засолювання протягом 2 тижнів із розрахунку 2 кг харчової солі на 10 кг риби, вимочування і в'ялення за смаком;
- засолювання з розрахунку 2 кг харчової солі на 10 кг риби, але протягом 3 днів, а потім, не вимочуючи, в'ялення протягом 3 тижнів.

- Заморожування риби вагою до 1 кг при температурі −28 °C протягом 41 години, при температурі −35 °C — 10 годин. У побутовому холодильнику метацеркарії зберігають життєздатність більше місяця.
- Перед холодним копченням рибу попередньо знезаражують шляхом засолювання (протягом 2 тижнів із розрахунку 2 кг харчової солі на 10 кг риби) або заморожування (при температурі −28 °C протягом 41 години, при температурі −35 °C — 10 годин)
- Гаряче копчення при температурі 70—80 °C протягом 2—2,5 годин[30].

Потрібно наполегливо пояснювати населенню особливу небезпеку вживання в їжу мороженої риби у вигляді «строганини»/«патанки», корейської рибної страви «хе», а також свіжозловленої («парної») риби. Необхідно ретельно мити руки і кухонний інвентар після обробки сирої риби. Не слід пробувати на вміст солі сирий рибний фарш.
Важливу роль у профілактиці опісторхозу відводять знищенню молюсків Bithynia, які є проміжним хазяїном. З цією метою використовуються різні протимолюскові засоби (діметілдітіокарбамат цинку, мідний купорос тощо) і біологічні методи (заселення водойм природними ворогами цих молюсків).